# Uhlandstraße 61 (Heilbronn)

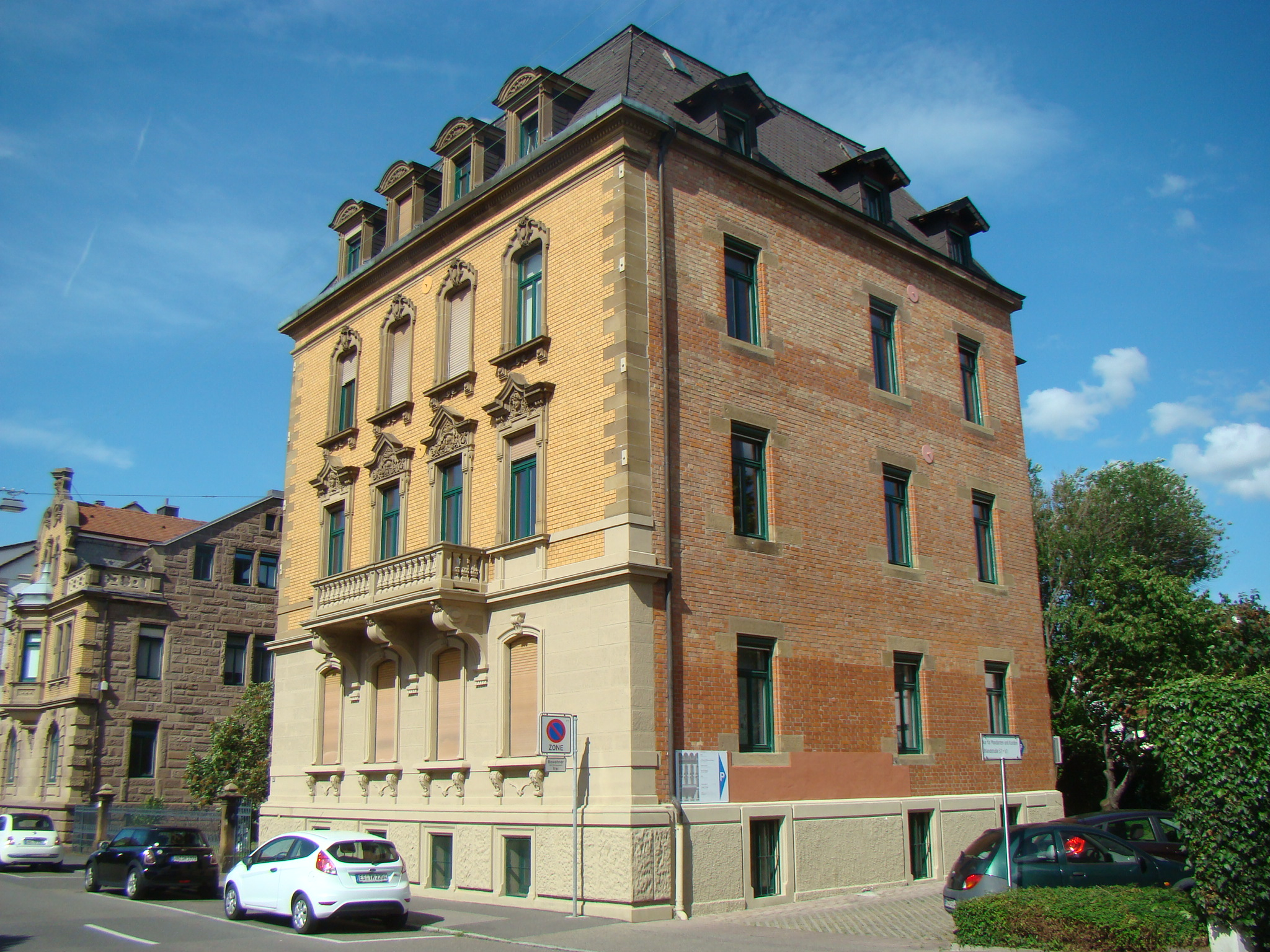
Haus Uhlandstraße 61

Das Haus Uhlandstraße 61 ist ein historisches Gebäude in Heilbronn im Stil der „französisch geprägten Spielart“ des Historismus, das als Mietshaus für Friedrich Hubmann nach Plänen des Heilbronner Architekten Ludwig Roth im Jahre 1898 erbaut wurde. Es steht unter Denkmalschutz.

## Lage
Das Wohnhaus liegt an der Uhlandstraße, einer der Nord-Süd-Achsen des historischen Industrie- und Arbeiterwohngebiets am Südrand der Heilbronner Altstadt.

## Geschichte

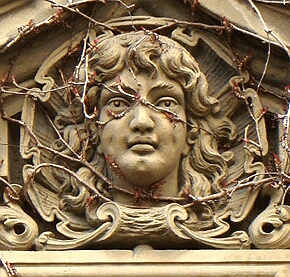
Fensterbekrönungen mit Kopf

Friedrich Hubmann ließ das Gebäude im Jahre 1898 nach Plänen des Architekten Ludwig Roth aus Heilbronn als anspruchsvolleres Mietshaus errichten. So hatte das Haus bei seiner Fertigstellung Fünfzimmerwohnungen mit einem Bad pro Stockwerk.
Der Schreinermeister und Bauunternehmer Friedrich Hubmann wohnte im in der Nachbarschaft gelegenen und 1894 erbauten Haus Uhlandstraße 57. Er ließ 1898 nicht nur das Haus in der Uhlandstraße 61 erbauen, sondern auch den nahe gelegenen großen Hotelbau an der Wilhelmstraße 58. Er gehörte neben den Herren Klenk, Nahm, Frieß, Mogler und Rapp zum geschäftsführenden Ausschuss des am 13. April 1908 gegründeten Haus- und Grundbesitzer-Vereins zu Heilbronn.
1950 gehörte das Gebäude Emil Herold, der in Peru lebte. Im Erdgeschoss befand sich die Lebensmittel-Großhandlung von Julius Kofler, im zweiten Obergeschoss war die Lederwaren-Großhandlung Stütz & Tränkle. Kaufmann Ludwig Stütz bewohnte dort auch Räume. Im dritten Obergeschoss lebten Otto Lamminger senior und junior, die Dachdecker und Automechaniker waren. 1961 war das Gebäude im Besitz von Wilhelm Rohrbach und waren im Haus nur noch Wohnungen vermietet.

## Beschreibung

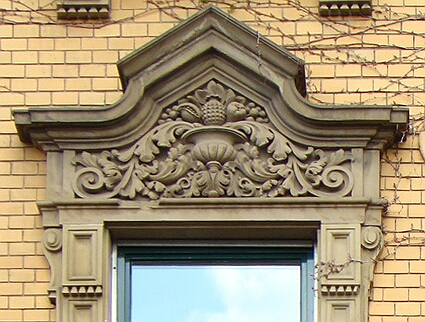
Blattwerk als „vegetabiles Relieffeld“ in den Fensterbekrönungen

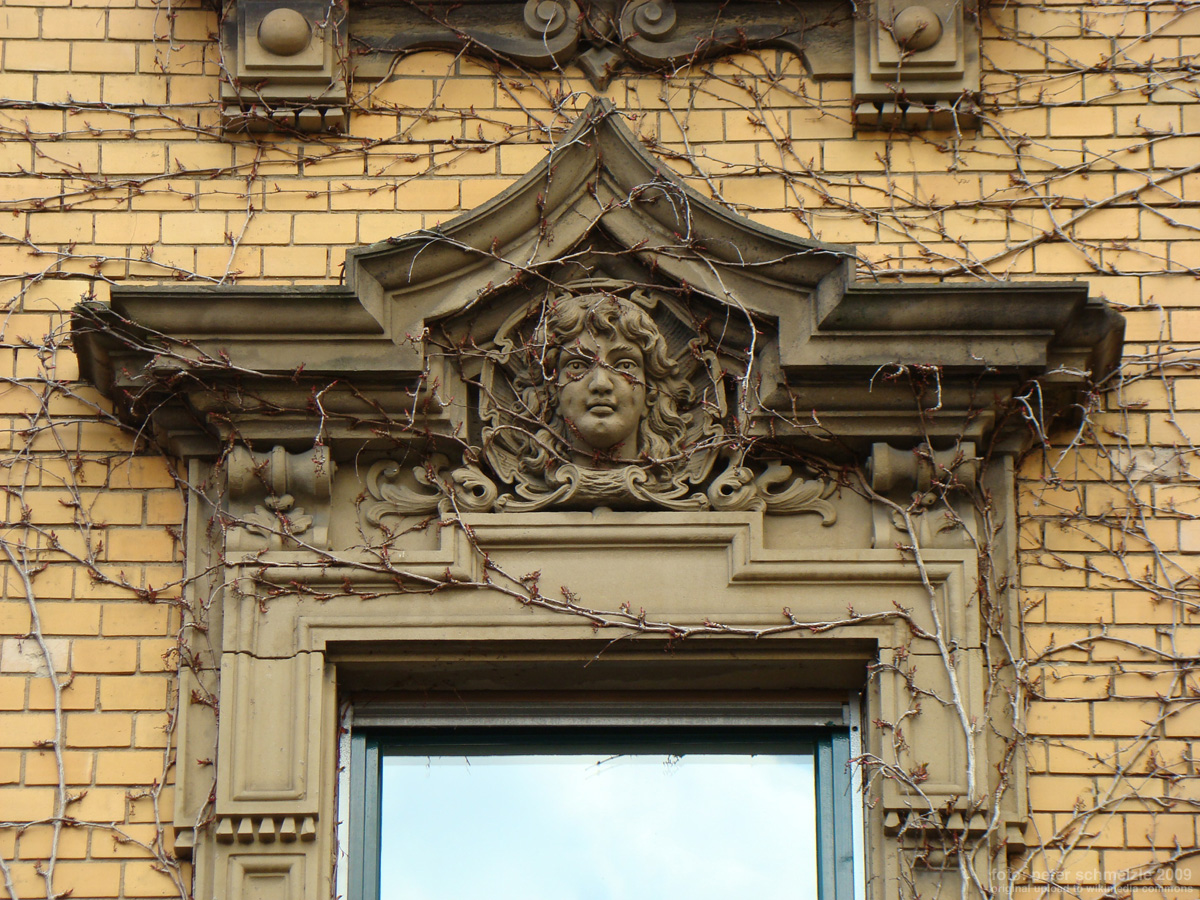
Fensterbekrönungen mit Figuren von Köpfen als „figürliches Relieffeld“

Das Gebäude mit „drei Haupt- und einem Mansardgeschoss“ wurde in Ziegelbauweise ohne jeglichen Putz errichtet, wobei „Schilfsandstein und Ziegelmauerwerk […] die Ansicht“ bestimmten.
Die Fassade wird laut Denkmaltopographie durch eine „axiale Fensteranordnung“ gegliedert.
Geschmückt wird das Gebäude mit „Fenstern, deren Gesimse und Giebel mit Werkstein reliefartig gekennzeichnet sind“.
So zeigt sich die Bauplastik in Sandstein an der Beletage, wo aufwändige Fensterbekrönungen mit „figürlichen und vegetabilen Relieffeldern“ zu sehen sind.
Das Haus besitzt in der Beletage einen großen Balkon, der auf „reich profilierten Konsolen“ ruht.